# Pseudicius mirus
Pseudicius mirus là một loài nhện trong họ Salticidae.
Loài này thuộc chi Pseudicius. Pseudicius mirus được Wanda Wesołowska & Antonius van Harten miêu tả năm 2002.